# روبن دافنسون
روبين ديفدسون (بالإنجليزية: Robyn Davidson) (ولدت في 6 أيلول / سبتمبر 1950) هي كاتبة أسترالية معروفة بكتابها المسارات، عنها مسافة 1700 ميل رحلة عبر صحراء غرب أستراليا باستخدام الإبل. حياتها المهنية من السفر والكتابة عن أسفارها وقد امتدت أكثر من 30 عاما.

## السيرة الذاتية
روبين ديفدسون ولدت في ستانلي بارك، محطة الماشية في ميل، كوينزلاند، ثاني اثنين من الفتيات. توفيت والدتها قبل الانتحار عندما ديفيدسون 11، وكانت إلى حد كبير التي أثيرت من قبل والدها أخت غير متزوجة، جيليان. ذهبت إلى للبنات مدرسة داخلية في بريسبان. تلقت الموسيقى منحة دراسية ولكن لم تأخذ الأمر. في بريسبان، ديفيدسون تقاسم منزل مع الأحياء درس علم الحيوان. بعدها ذهبت إلى سيدني وعاشت الحياة البوهيمية كعضو دفع.
في عام 1975، ديفيدسون انتقلت إلى أليس سبرينغز في محاولة للعمل مع الإبل في الصحراء رحلة كانت تخطط. لمدة سنتين تدربت الإبل وتعلم كيفية البقاء على قيد الحياة في الصحراء القاسية. كانت محيطيا المشاركة في أراضي السكان الأصليين في حركة الحقوق.
ديفيدسون انتقلت كثير من الأحيان، وكانت منازل في سيدني ولندن والهند. هي حاليا تقيم في Castlemaine, Victoria, أستراليا.

## المسارات

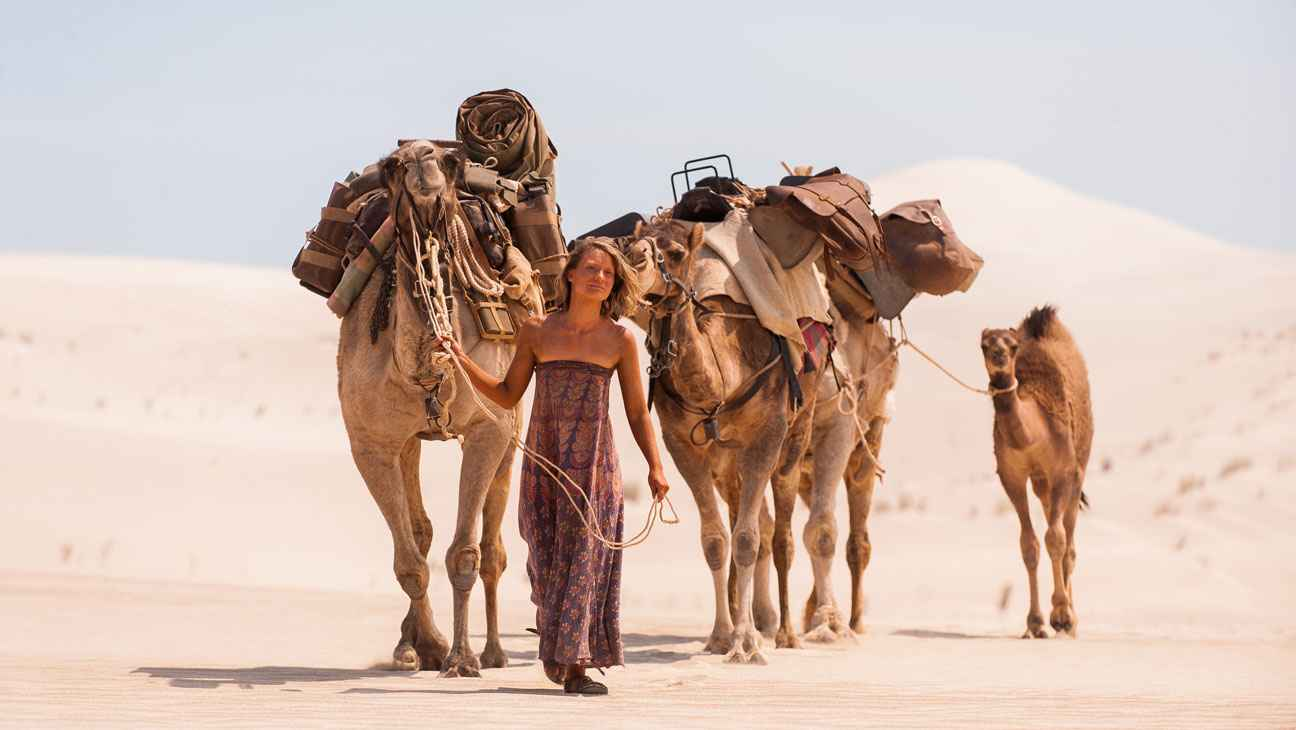
صورة تجسد رحلة روبين ديفيدسون التي بدأتها عام 1977 بطول 2,700 كيلومتر عبر صحراء أستراليا وتم تجسيد القصة في فيلم Tracks.

في عام 1977، ديفيدسون انطلقت من أليس سبرينغز على الساحل الغربي، مع كلب وأربعة من الإبل، Dookie (الذكور الكبيرة) بوب (أصغر من الذكور)، Zeleika (البرية الإناث)، وجالوت (Zeleika ابن). كان لديها أي نية في الكتابة عن الرحلة، ولكن في نهاية المطاف وافقت على كتابة مقال عن مجلة ناشيونال جيوغرافيك. بعد أن التقى المصور ريك سمولان في أليس سبرينغز، أصرت على أن يكون مصور عن الرحلة. سمولان، والذي كانت قد «مرة أخرى خارج مرة أخرى» علاقة عاطفية أثناء الرحلة، قاد إلى مقابلتها ثلاث مرات خلال تسعة أشهر الرحلة. ناشيونال جيوغرافيك المادة نشرت في عام 1978 وجذبت الكثير من الاهتمام الذي ديفيدسون قررت أن أكتب كتابا عن تجربة. سافرت إلى لندن وعاش مع دوريس ليسينغ أثناء كتابة المسارات. المسارات فاز الافتتاحية توماس كوك كتاب السفر الجائزة في عام 1980 الأعمى المجتمع الجائزة. في مطلع التسعينات، سمولان نشرت له صور الرحلة في من أليس إلى المحيط. وقد شملت أول القصة التفاعلية-صورة أقراص مدمجة للجمهور العام.
وقد أشير إلى أن أحد الأسباب المسارات كانت شعبية جدا، خاصة مع النساء هو أن ديفيدسون «في الأماكن نفسها في البرية من اتفاق خاص بها بدلا من كمساعد رجل».
ديفيدسون الصحراء رحلة تذكرت قبل السكان الأصليين الأستراليين واجهت على طول الطريق. الفنان جان بيرك يتذكر ديفيدسون في اللوحة يسمى الجمل السيدة التي كانت تنتج عن Warakurna الفنانين في معرض داروين في عام 2011. بورك والد السيد إدي قد ارتحل من خلال Ngaanyatjarra الأراضي مع ديفيدسون، وتوجيه لها إلى مصادر المياه على طول الطريق. ديفيدسون يذكر السيد إيدي في المسارات.
في عام 2013، فيلم التكيف للمخرج جون كوران من بطولة Mia Wasikowska اكتمل. الفيلم المسارات عرض في مهرجان البندقية السينمائي.

## السفرات
غالبية ديفيدسون العمل قد تم السفر مع دراسة الرحل الشعوب. جين سوليفان في سن يكتب 'في حين أنها غالبا ما تسمى الانثروبولوجيا الاجتماعية'، وقالت انها لا يوجد لديه المؤهلات الأكاديمية ويدعي «تماما العصاميين». ديفيدسون الخبرات مع البدو تشمل السفر على الهجرة مع البدو في الهند في الفترة من عام 1990 إلى عام 1992. هذه التجارب نشرت في الصحراء الأماكن.

وقد درس أشكال مختلفة من نمط الحياة البدوي—بما في ذلك تلك الموجودة في أستراليا والهند والتبت—كتاب سلسلة وثائقية. كتاباتها على البدو يستند أساسا على الخبرة الشخصية، وانها تجلب لها العديد من الأفكار معا في أي عنوان ثابتلها مساهمة الفصلية مقال السلسلة. سوليفان يكتب عن هذا العمل:
واحد من الأسئلة علينا أن نسأل إذا أردنا أن يكون لها مستقبل، تقول: «حيث أننا لم تتسبب في أضرار أقل أنفسنا وبيئتنا، إلى الحيوان الأقارب؟» إجابة واحدة: عندما كنا الرحل. «عندما استقر أننا أصبحنا غرباء في أرض غريبة، وتجول أخذت على نوعية النفي،» تكتب ثم يضيف: «ربما يكون المتهم من الرومانسية.»